# Bahnhof Izukyū-Shimoda
Der Bahnhof Izukyū-Shimoda (jap. 伊豆急下田駅, Izukyū-Shimoda-eki) ist ein Bahnhof auf der japanischen Insel Honshū, betrieben von der Bahngesellschaft Izu Kyūkō. Er befindet sich in der Präfektur Shizuoka auf dem Gebiet der Stadt Shimoda.

## Beschreibung
Izukyū-Shimoda ist ein Kopfbahnhof am südlichen Ende der 45,7 km langen, von der Bahngesellschaft Izu Kyūkō betriebenen Izu-Kyūkō-Linie nach Itō. Er steht unmittelbar nördlich des Zentrums von Shimoda im Stadtteil Higashihongo. Die von Norden nach Süden ausgerichtete Anlage besitzt drei Gleise für den Personenverkehr, die an einem Mittelbahnsteigen und einem Seitenbahnsteig liegen. Daneben befinden sich drei Abstellgleise. Beide Bahnsteige sind überdacht und gehen in das Empfangsgebäude über, das mehrere Läden und ein Restaurant umfasst. Der östliche Bahnhofsvorplatz ist in Form eines Kreisverkehrs gestaltet. Unmittelbar daneben steht ein Busterminal, der Ausgangspunkt von zwanzig Buslinien der Gesellschaften Nishi Izu Tokai Bus und Minami Izu Tokai Bus ist.
Izu Kyūkō betreibt Regionalzüge von Shimoda über Itō nach Atami. Diese verkehren tagsüber jede halbe Stunde und werden in Itō in der Regel zur Itō-Linie durchgebunden, sodass das Umsteigen entfällt. JR East bietet alle 30 bis 60 Minuten umsteigefreie Odoriko-Schnellzüge von Shimoda nach Tokio an. Einige Zugpaare werden als Saphir Odoriko mit Panoramawagen der JR-Baureihe E261 geführt. Etwa hundert Meter östlich des Bahnhofs befindet sich die Talstation der Shimoda-Seilbahn auf den Aussichtsberg Nesugatayama.
Im Jahr 2016 nutzten täglich durchschnittlich 3528 Fahrgäste den Bahnhof.

## Geschichte
In den 1930er Jahren plante das Eisenbahnministerium eine Bahnstrecke von Atami nach Shimoda. Bis 1938 war aber erst Itō und der weitere Streckenbau unterblieb zunächst wegen des Ausbruchs des Zweiten Weltkriegs. 1959 erhielt die private Bahngesellschaft Tōkyū Dentetsu vom Verkehrsministerium die Genehmigung, die Strecke fertigzustellen. Ihre Tochtergesellschaft Itō Shimoda Denki Tetsudō (die heutige Izu Kyūkō) eröffnete den noch fehlenden Abschnitt schließlich am 10. Dezember 1961. Geplant war auch eine 15,5 km lange Verlängerung über Shiomad hinaus nach Izozaki an der Südspitze der Izu-Halbinsel, die aber nie verwirklicht wurde. Der Güterverkehr wurde am 1. Oktober 1980 eingestellt.

## Bilder

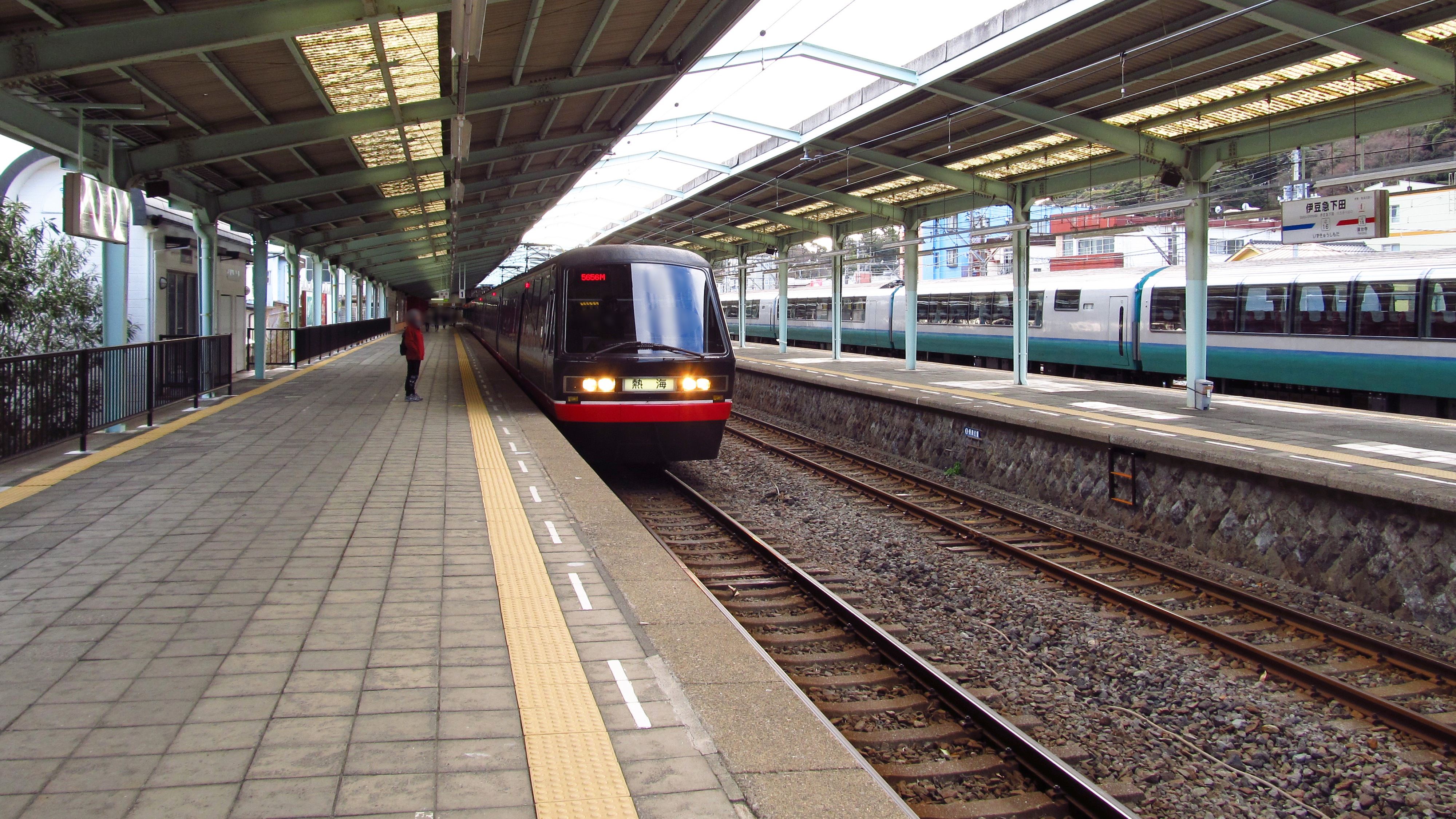
Blick auf die Bahnsteige
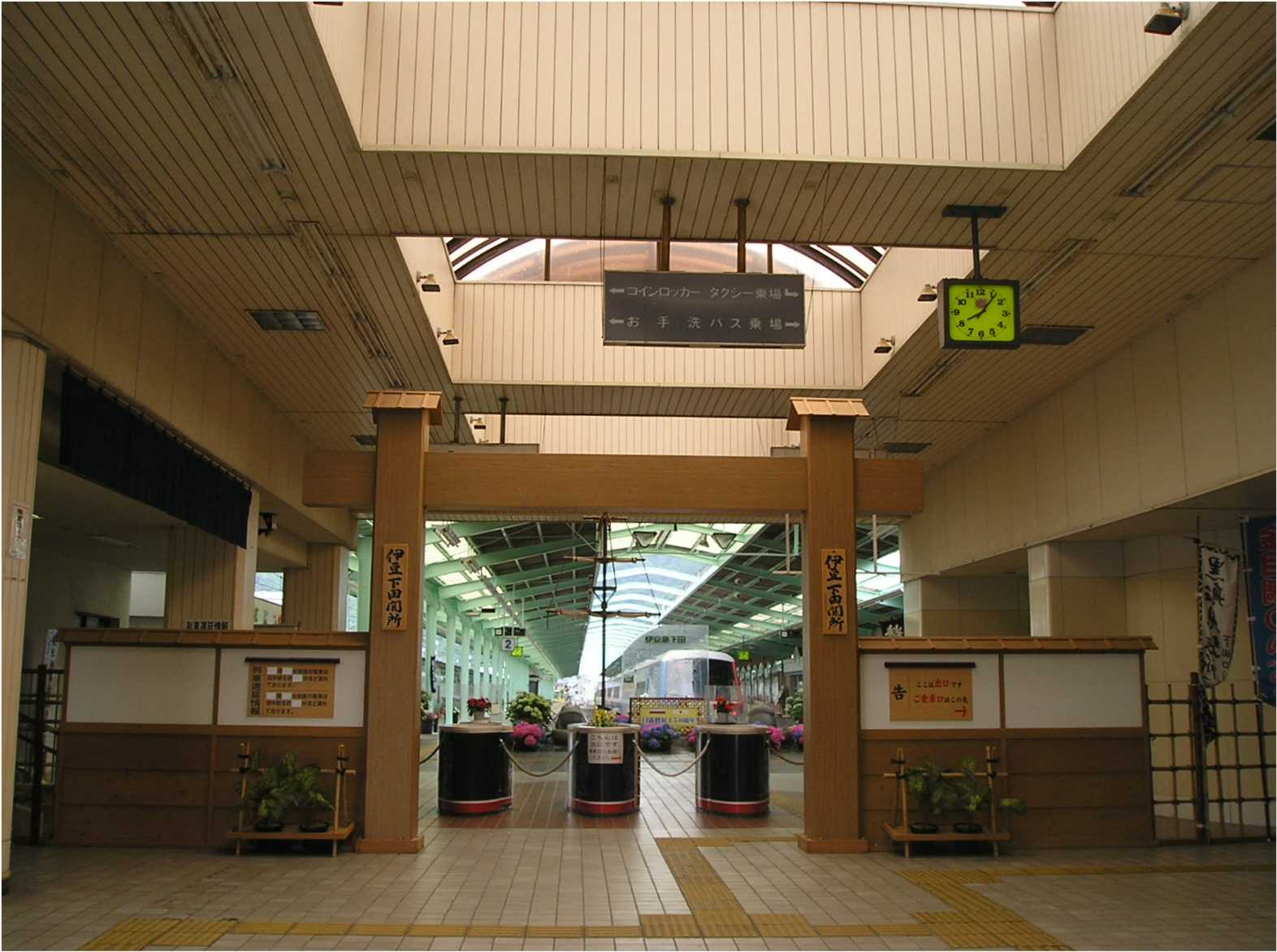
Bahnsteigsperre
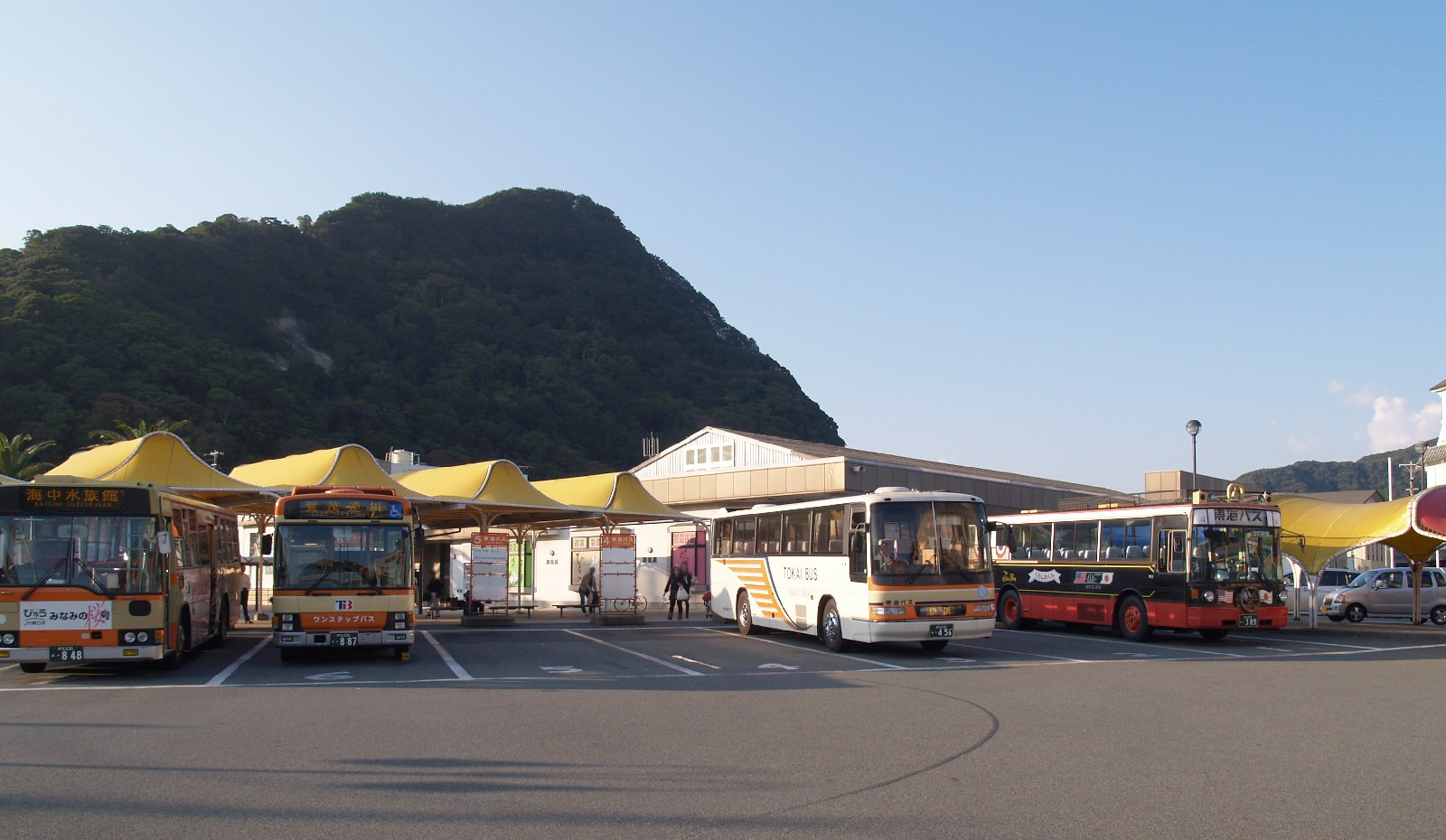
Busterminal
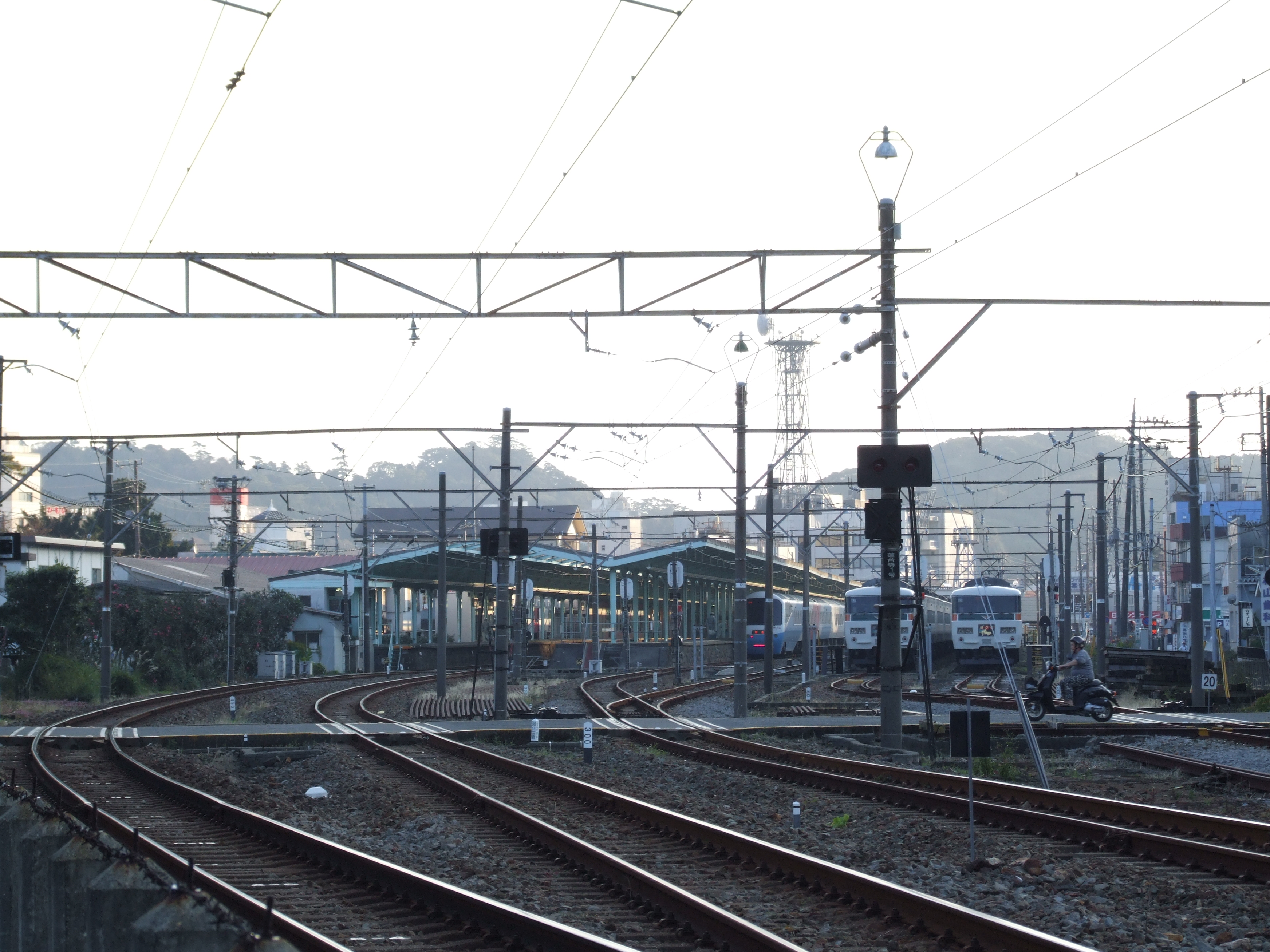
Gleisanlage
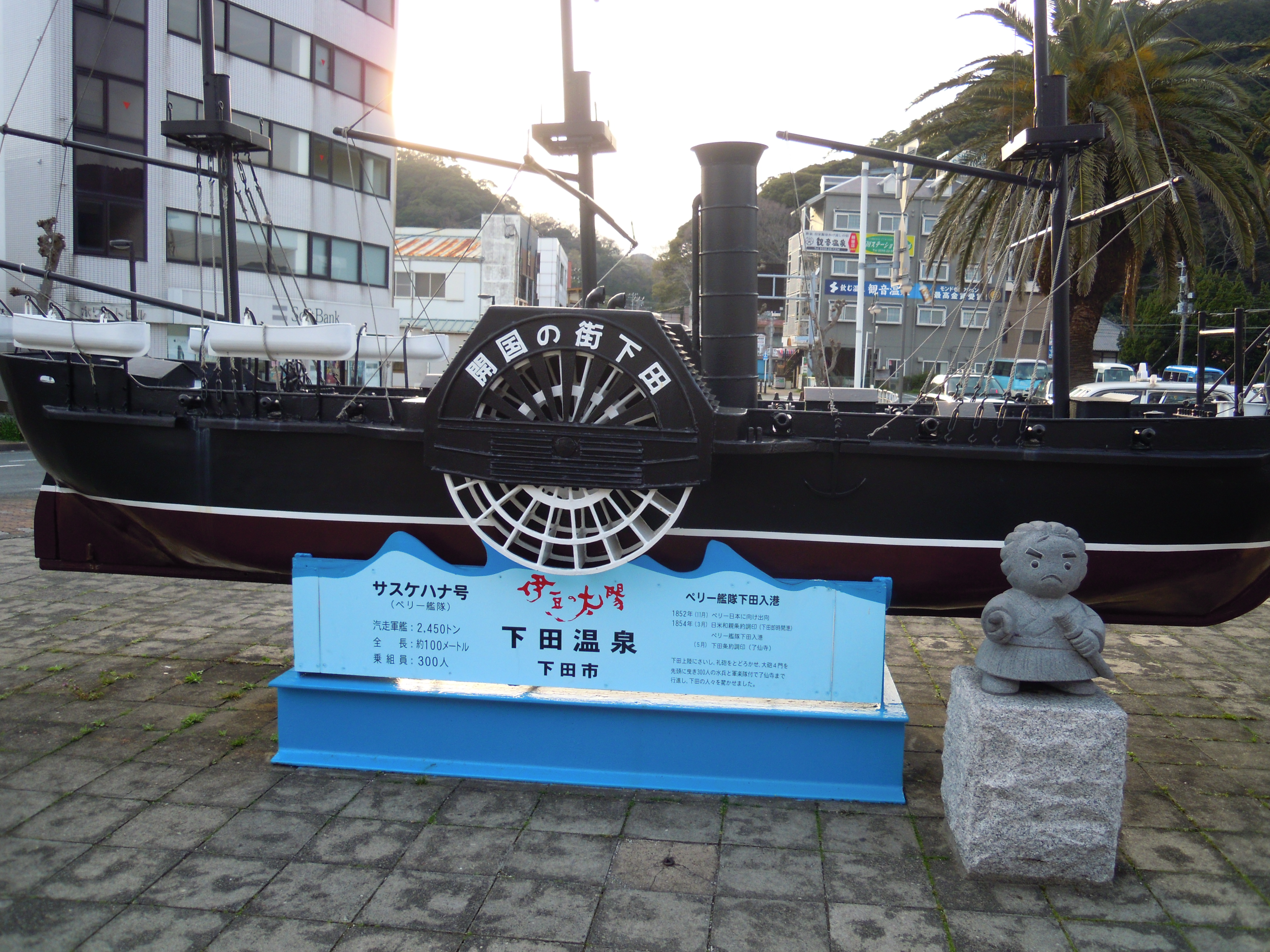
Schwarzes Schiffsmodell (Susquehanna) vor dem Bahnhof